# 世界疟疾日
世界疟疾日（英語：World Malaria Day）定于每年4月25日，目的是引起世界各国对疟疾的重视并发起防治行动。2007年5月，第六十届世界卫生大会会议上决定设立世界疟疾日。每年估计有3亿至5亿人遭受疟疾侵害，大约有100万人因此死亡，其中大部分是儿童。85%的疟疾案例发生在最贫穷的非洲撒哈拉沙漠以南地区。
2008年4月25日为首个世界疟疾日，主題是“瘧疾――一種沒有國界的疾病”。联合国秘书长潘基文在当日订立了非洲要在2010年12月31日前普及疟疾防治的目标。